# Javanización

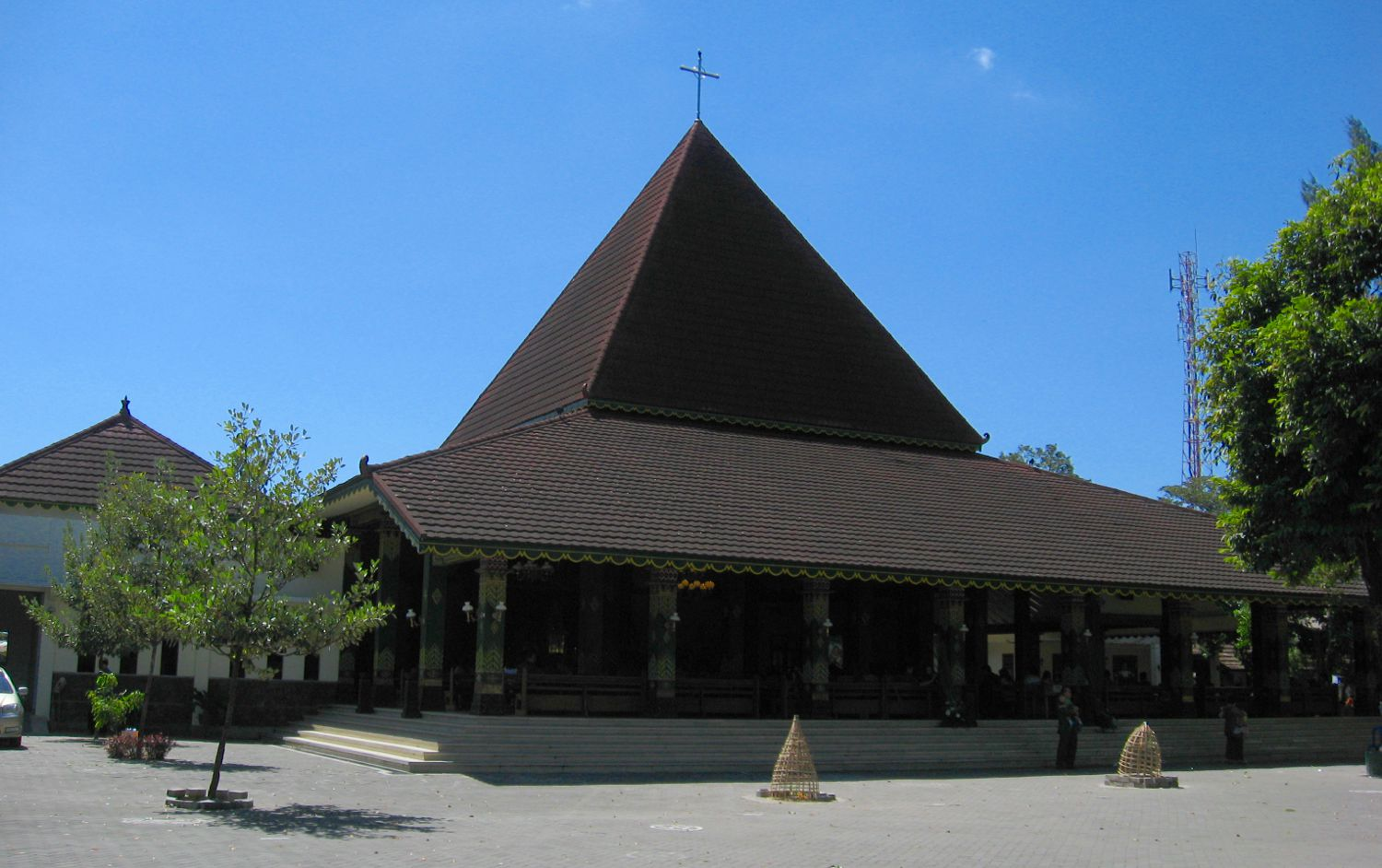
Iglesia de Ganjuran, construida al estilo tradicional javanés.

La javanización (indonesio: Jawanisasi o Penjawaan) es el proceso en el que la cultura javanesa domina, asimila o influye en otras culturas en general. El término "javanizar" significa "hacer o convertirse en javanés en forma, idioma, estilo o carácter". Esta dominación podría tener lugar en varios aspectos como el cultural, lingüístico, político y social.
En su sentido moderno dentro de la perspectiva social, cultural y política de Indonesia, la javanización simplemente significa la propagación de la población rural javanesa de la densamente poblada Java a partes menos pobladas del país. Mientras que, para otros, también podría significar la imposición consciente o inconsciente de los patrones de pensamiento y comportamiento de Java en toda Indonesia, en el sentido de imperialismo cultural. En el sentido anterior, está más centrado en el pensamiento y la práctica de los que están en el poder.
La javanización no solo se usa para describir el proceso externo, sino también el interno, es decir, la adopción y asimilación de influencias y elementos socioculturales extranjeros en la cultura javanesa. Estas influencias extranjeras se interpretan y adoptan de alguna manera para adaptarse al marco de referencia, estilo, necesidades y condiciones socioculturales de Java. La adopción de elementos culturales hindúes en Java del siglo V al XV y la adopción del Islam introducida por Wali Songo en la cultura javanesa en el siglo XV son los ejemplos notables.
La promoción y expansión de elementos culturales javaneses, como el idioma javanés, la arquitectura, la cocina, la técnica de teñido batik, el teatro de títeres wayang, la música de gamelán y el kris también pueden considerarse como la manifestación del proceso de javanización. La migración javanesa para establecerse en lugares fuera de Java a otros lugares en Indonesia (Sumatra, Kalimantan, Célebes, Papúa, etcétera), la Península de Malaca (especialmente Johor) y Surinam, también experimentan el proceso de javanización.